# Karl Ast
Karl Ast (Pseudonym: Karl Rumor; * 19. Februar 1886 in der Gemeinde Orava/Livland; † 9. Juli 1971 in New York City) war ein estnischer Schriftsteller und Politiker.

## Leben
Karl Ast wurde als Sohn eines Hofbesitzers im Süden des heutigen Estland geboren. Sein älterer Bruder war der spätere Bürgermeister von Tallinn Gottlieb Ast (1874–1919). Karl Ast legte sein Abitur am renommierten Hugo-Treffner-Gymnasium in Tartu ab. Er stand sozialdemokratischen Ideen nahe. Ast unterstützte die Russische Revolution von 1905 und saß dafür kurzzeitig in Riga im Gefängnis ein. Wegen seiner Kritik am autoritären Regime des Zaren verbrachte er die Zeit zwischen 1907 und 1910 erneut in russischer Haft. Als russischer Soldat nahm er am Ersten Weltkrieg teil.
Mit Erlangung der Unabhängigkeit der Republik Estland ging Karl Ast in die Politik. Er war 1919 Mitglied der verfassungsgebenden Versammlung Estlands (Asutav Kogu). Von 1919 bis 1933 war er Abgeordneter im estnischen Parlament (Riigikogu). Von 1933 bis 1939 bereiste er die Welt (u. a. die europäischen Hauptstädte, Nordafrika, Indien, Japan, China) und verfasste zahlreiche Reiseberichte und -reportagen. 1939 wurde er estnischer Presseattaché in Schweden.
Während des Zweiten Weltkriegs emigrierte Karl Ast aus Europa. Er ließ sich im Dienste der estnischen Exilregierung bis 1959 in Brasilien, dann in Kanada und schließlich in den USA nieder.

## Schriftsteller
Karl Ast debütierte 1911, kurz nach seiner Entlassung aus zaristischer Haft, mit der Novellensammlung Sääsed tormis („Die Mücken im Sturm“). 1923/24 war er Vorsitzender des Estnischen Schriftstellerverbands. Neben zahlreichen kurzen Erzählungen schrieb er einen Roman (Krutsifiks, 1960), zwei Memoirenbände und zahlreiche Reiseberichte. Er blieb mit seiner Kurzprosa einer der beliebtesten estnischen Exilschriftsteller seiner Zeit.

## Wichtigste Werke
- Sääsed tormis (1911, Novellen und Skizzen)
- Lumiste kõrguste poole (1913, Prosagedicht)
- Tuled sügis-öös (1913, kurze Geschichten und eine Erzählung)
- Tiibuse Jaagu kojutulek: traagikomöödia 1 vaatuses (1920, unter dem Pseudonym Kaarlo Orawa)
- Siiruviiruline: novellid ja vested (1921, Novellen)
- Mürgine vili. Sõja ja revolutsiooni novellid (1926, Novellen)
- Sammud kaduvikku (1928, Novellen)
- Valge naine: romantiline draama kolmes vaatuses (1928, „romantisches Drama“)
- Kui Saara naerab (1929, erotische Novellen)
- Palava päikese ja fanaatilise usu maal: reisukirjad Tseilonist ja Indiast (1930/31, Reiseberichte)
- Allah ja ta rahvas: tähelepanekuid ja elamusi Marokos (1936, Reisebericht)
- Kahe tule vahel (1943, politischer Traktat)
- Uned ja mured (1953, Novellen)
- Kuldlind (1959, Novellen)
- Krutsifiks. Jutustus inimhingede põuast ja põlemisest (1960, Roman)
- Tuuleviiul (1962, Kurzprosa)
- Aegade sadestus (1963–65, Erinnerungen, 2 Bände)
- Liivakella all (1971, Miniaturen)
- Peeglite vahel (1991, Novellensammlung)
- Põlevad laevad (1995, Erzählung)
- Maailma lõpus (2007, Aufsätze, Hrsg. von Hando Runnel)